# Fashiown
Fashiown est un jeu de gestion développé par Owlient, et édité par Ubisoft, accessible sur le web depuis octobre 2011. C'est un free-to-play où le joueur doit s'habiller le mieux possible pour devenir top modèle. Ce jeu ferme malheureusement ses portes le 7 décembre 2013 comme Dragow, un jeu des mêmes auteurs.

## Système de jeu
Dans le jeu, le joueur incarne un mannequin, un styliste, et doit gérer une agence en parallèle. Fashiown propose de vivre la vie d'un mannequin en quête de célébrité et de gloire. Au début d'une partie, le joueur crée son avatar grâce à divers moyens de personnalisations. Le jeu est basé sur un système de gestion d'une agence de mannequins qui a pour but de les aider à progresser dans l'univers de la mode. Le joueur peut leur faire signer des contrats, puis leur faire faire un défilé ou une séance photo. Il suffit aussi de savoir financer son agence dans le but de réussir et de progresser.